# 오습
오습(伍習, ? ~ ?)은 중국 후한 말의 무장이다.

## 행적
곽사(郭汜)를 섬겼다.
195년, 이각(李傕)과 곽사에게 억류되어 있던 헌제가 서울 장안을 벗어나 동쪽의 낙양으로 달아나려 했다. 오습은 곽사의 명령을 받고 야습하여 헌제가 머무는 관을 불태우고 협박했으나, 헌제를 호위하는 양정(楊定), 양봉(楊奉)에게 격파당했다. 이후 이각과 곽사가 황제를 잃고 세력이 약화되자, 오습은 곽사를 암살했다. 이후 그에 대한 기록은 찾아볼 수 없다.